# 마르빈 오군지미
마르빈 오군지미(네덜란드어: Marvin Ogunjimi, 1987년 10월 12일 ~ )는 벨기에의 축구 선수로, 포지션은 공격수이다. 나이지리아계 벨기에인이며, 2018년 현재 베트남 V리그 1의 사이공 FC에서 뛰고 있다.

## 축구인 경력

### 클럽 경력
2004년 헹크의 1군 팀에 합류하였고, 2005-06 시즌 프로 데뷔전을 치렀다. 2007-08 시즌엔 네덜란드 에레디비시의 RKC 발베이크로 임대 이적하여 리그 27경기에 출전하여 10골을 기록하는 좋은 활약을 펼쳤다. 2009-10 시즌부터는 헹크의 주전 공격수로 도약하여 2010-11 시즌까지 2시즌 연속 두 자릿 수 득점을 기록하였다. 이 활약을 바탕으로 2012년 1월 프리메라리가의 마요르카로 이적하였다. 하지만 이후 부상과 재활이 이어지며 제 컨디션을 찾지 못하며 임대 생활을 전전하며 많은 출전 기회를 잡지 못하였고 2014년 팀을 떠났다.
2014년 6월 덴마크 티펠리가엔의 스트룀스고세에 입단하였다. 2015 시즌 중반까지 약 1년 간 19경기에 출전하여 8골을 기록하였지만 2015년 7월 십자인대 부상으로 시즌을 마감하였다.
2016년 K리그 클래식 수원 FC에 입단하였다. 2016년 4월 3일 광주 FC와의 경기에서 후반 37분 경 득점에 성공하며, 데뷔골을 기록하였다.
2016년 4월 13일 울산 현대와의 경기에서 전반 42분 경 팀이 얻어낸 페널티킥을 성공시키며 선제골을 기록하였다. 그러나 오군지미는 10경기 출전 3골에 그쳤고, 여름이적시장에 타이 리그 랏차부리로 임대를 떠나게 되었다.
2016년 여름이적시장 타이 리그 랏차부리 미트르 폴로 6개월 간 임대를 떠났다.
2017년 2월 1일 수원 FC를 완전히 떠나 알바니아 수페르리가의 KF 스컨데르베우 코르처에 입단하였다. 계약기간은 1년이었으며, 3월 4일 테우타 두러스와의 경기에서 교체 투입되며, 알바니아 수페르리가에서의 데뷔 무대를 가졌다. 파르티자니 티라나와의 경기에서 선발 투입되었다. 그러나 이 경기에서 무승부가 기록되었고, 소속팀인 스컨데르베우 코르처는 6년만에 처음으로 알바니아 수페르리가 챔피언 자리를 다른 팀에게 내주게 되었다. 오군지미는 리그 6경기 출전 0골이라는 초라한 성적을 기록하고, 2016-17시즌이 종료되면서 팀과 계약을 해지하였다.
2017년 6월 17일 카자흐스탄 프리미어리그의 오크젯페스에 자유계약으로 입단하였다.
2017년 8월 12일 네덜란드 2부 리그 에이르스터 디비시의 MVV 마스트리흐트로 이적하였다.
2018년 여름 이적시장에서 사이공 FC로 이적했다.

### 국가대표 경력
2010년 10월 8일 카자흐스탄과의 유로 2012 예선 경기에서 A매치 데뷔전을 치렀고, 이 경기에서 멀티골을 기록하였다.